# The Romantics
The Romantics is een Amerikaanse band die muziek speelt in de genres rock, powerpop en new wave. De band is actief sinds 1977 en scoorde onder andere de hits Talking In Your Sleep (1984) en What I Like About You (1980).
De Britse groep Bucks Fizz heeft met het nummer Talking in your sleep in de zomer van 1984 een top 20 hit in de UK Singles Chart en Ierland behaald.

## Singles
| Single met eventuele hitnotering(en) in de Nederlandse Top 40 | Datum van verschijnen | Datum van binnenkomst | Hoogste positie | Aantal weken | Opmerkingen                                                                             |
| ------------------------------------------------------------- | --------------------- | --------------------- | --------------- | ------------ | --------------------------------------------------------------------------------------- |
| Little white lies                                             | 1977                  | -                     | -               | -            |                                                                                         |
| Tell it to Carrie                                             | 1978                  | -                     | -               | -            |                                                                                         |
| What I like about you                                         | 1980                  | 22-03-1980            | 12              | 9            | #8 in de Nationale Hitparade / #13 in de TROS Top 50 / Veronica Alarmschijf Hilversum 3 |
| When I look in your eyes                                      | 1980                  | -                     | -               | -            |                                                                                         |
| Tell it to Carrie (heruitgave)                                | 1980                  | -                     | -               | -            |                                                                                         |
| Forever yours                                                 | 1980                  | -                     | -               | -            |                                                                                         |
| A night like this                                             | 1981                  | -                     | -               | -            |                                                                                         |
| No one like you                                               | 1981                  | -                     | -               | -            |                                                                                         |
| Talking in your sleep                                         | 1983                  | 11-02-1984            | 20              | 4            | #24 in de Nationale Hitparade / #19 in de TROS Top 50                                   |
| Rock you up                                                   | 1983                  | -                     | -               | -            |                                                                                         |
| One in a million                                              | 1984                  | -                     | -               | -            |                                                                                         |
| Test of time                                                  | 1985                  | -                     | -               | -            |                                                                                         |
| Mystified                                                     | 1985                  | -                     | -               | -            |                                                                                         |

### NPO Radio 2 Top 2000
| Nummers met noteringen in de NPO Radio 2 Top 2000 | '99  | '00  | '01  | '02  | '03  | '04  |
| ------------------------------------------------- | ---- | ---- | ---- | ---- | ---- | ---- |
| Talking in your sleep                             | 1828 | 1912 | -    | -    | -    | -    |
| What I Like About You                             | 1269 | 1356 | 1651 | 1541 | 1647 | 1970 |

1. ↑  Een '-' betekent dat het nummer niet was genoteerd en een vetgedrukt getal geeft de hoogste notering van een nummer aan.
2. ↑  Deze tabel is bijgewerkt tot en met de laatste editie (2024).